# Nerwy czaszkowe
Nerwy czaszkowe (łac. nervi craniales) – 12 par nerwów rozpoczynających się, w przeciwieństwie do nerwów rdzeniowych, na obszarze mózgowia i przebiegających głównie w obrębie głowy. Odpowiadają za odbiór różnorodnych wrażeń zmysłowych, pracę kilku ważnych grup mięśni oraz funkcje wydzielnicze gruczołów (ślinowych, łzowych, błon śluzowych, itp.). Chociaż przede wszystkim mają one za zadanie unerwienie narządów głowy, to niektóre z nich sięgają znacznie dalej, bo nawet do jamy brzusznej, np. nerw błędny. Tradycyjnie oznacza się je za pomocą cyfr rzymskich od I do XII, pomimo istnienia innych włókien, również odpowiadających definicji nerwu czaszkowego.

## Podział nerwów czaszkowych
I – nerw węchowy
     II – nerw wzrokowy
     III – nerw okoruchowy
     IV – nerw bloczkowy
     V – nerw trójdzielny
     VI – nerw odwodzący
     VII – nerw twarzowy
     VIII – nerw przedsionkowo-ślimakowy
     IX – nerw językowo-gardłowy
     X – nerw błędny
     XI – nerw dodatkowy
     XII – nerw podjęzykowy

Widok mózgowia od podstawy.
I – nerw węchowy
II – nerw wzrokowy
III – nerw okoruchowy
IV – nerw bloczkowy
V – nerw trójdzielny
VI – nerw odwodzący
VII – nerw twarzowy
VIII – nerw przedsionkowo-ślimakowy
IX – nerw językowo-gardłowy
X – nerw błędny
XI – nerw dodatkowy
XII – nerw podjęzykowy

Nerwy czaszkowe można ująć, pod względem ich przeznaczenia, w trzy zasadnicze grupy:
- Grupa nerwów zmysłowych: I, II, VIII
- Grupa nerwów mięśni gałki ocznej i języka: III, IV, VI, XII
- Grupa nerwów łuków skrzelowych: V, VII, IX, X, XI

Odmienna klasyfikacja za punkt wyjścia przyjmuje charakter kolumn (słupów) komórkowych istoty szarej, które są miejscami (początku lub końca) projekcji nerwów czaszkowych. Każdej można przypisać określoną funkcję oraz wywodzące się z niej jądra pnia mózgowia; cztery pierwsze związane są również z nerwami rdzeniowymi. W stosunku do nerwów I i II oznaczenia te są stosowane rzadko.
- Kolumna GSE (General Somatic Efferent) – zaopatruje mięśnie poprzecznie prążkowane
- Kolumna GVE (General Visceral Efferent) – mieści neurony przedzwojowe układu autonomicznego
- Kolumna GVA (General Visceral Afferent) – otrzymuje informacje z narządów wewnętrznych
- Kolumna GSA (General Somatic Afferent) – otrzymuje informacje z powłoki ciała: skóry, najbardziej zewnętrznych błon śluzowych, itp.
- Kolumna SVE (Special Visceral Efferent) – unerwia mięśniówkę pochodzącą z łuków skrzelowych
- Kolumna SVA (Special Visceral Afferent) – przekazuje wrażenia: zapachowe, smakowe
- Kolumna SSA (Special Somatic Afferent) – przekazuje wrażenia: wzrokowe, słuchowe, równowagi

Bardziej nowoczesne propozycje sposobu podziału odrzucają rozróżnienie na nerwy specyficzne (special) i niespecyficzne (general) jako dane arbitralnie; w oparciu o obserwacje z badań embriogenetycznych zostają wówczas zachowane tylko 4 główne grupy (SE, SA, VA, VE) przy czym nerw wzrokowy jako wstępujący, wywodzący się z cewy nerwowej jest oznaczany jako NTA (Neural Tube Afferent).